# Pňov-Předhradí
Pňov-Předhradí là một làng thuộc huyện Kolín, vùng Středočeský, Cộng hòa Séc.